# 叶运高
叶运高（1914年—1979年9月21日），江西省兴国县高兴镇东岗西村人。中国人民解放军开国少将。曾任中国人民解放军总政治部保卫部副部长。1955年，授予中国人民解放军少将。

## 生平
1929年参加了儿童团，1930年参加中国工农红军。1931年入团，1932年转党。历任红三军团第一师政治部宣传员、连政治指导员，红一方面军保卫局训练队队长，陕甘宁边区绥德专署公安局局长，陕甘宁边区保卫处第三科科长，参加了“抢救运动”与审干。冀中行政公署公安局副局长，晋察冀军区政治部保卫部副部长，华北军区政治部保卫部代部长、部长，中国人民志愿军政治部保卫部部长，中国人民解放军总政治部保卫部副部长、1960年，毕业于高等军事学院基本系。任总参谋部政治部主任、总参谋部通信兵政治委员等职。1979年9月21日，在江苏省镇江市主持召开总参民兵通信工作座谈会期间，心脏病突然发作逝世，享年65岁。